# 胡貝圖斯·馮·霍恩洛厄
胡貝圖斯·馮·霍恩洛厄（Hubertus von Hohenlohe，1959年2月2日—）是一名德裔墨西哥籍高山滑雪員，曾多次參加世界高山滑雪錦標賽。

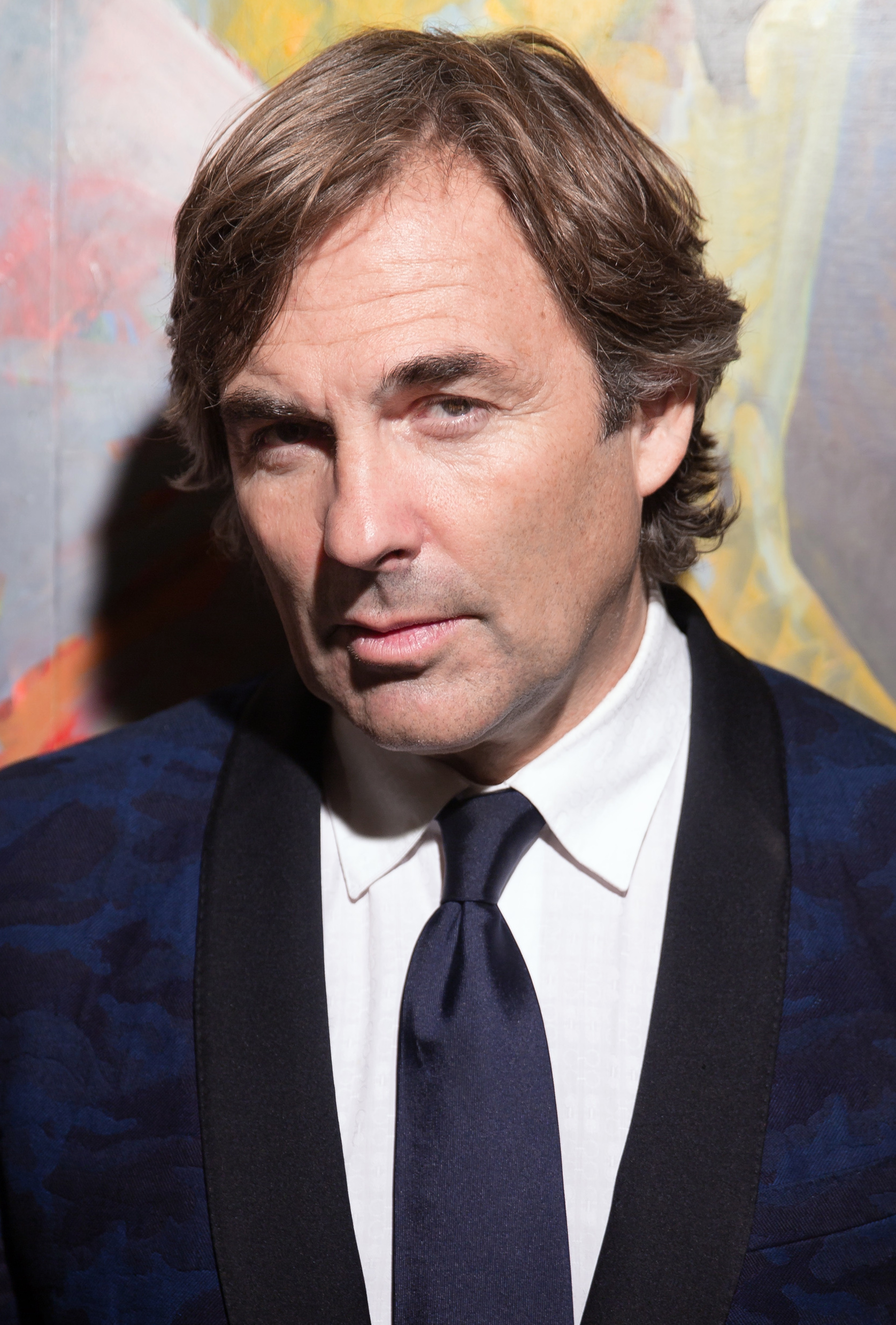
胡貝圖斯·馮·霍恩洛厄

霍恩洛厄於1959年出生於墨西哥城，是阿方索·霍恩洛厄-朗根堡和伊拉·馮·菲斯滕貝格的次子。他的雙親皆來自顯赫的德國貴族。自從1982年起，霍恩洛厄參與了每一屆的世界高山滑雪錦標賽；他也代表墨西哥參加2010年與2014年的冬季奧運，兩屆他都是墨西哥代表團唯一成員。

## 外部連結
- 胡貝圖斯·馮·霍恩洛厄在FIS (alpine)（英语）
- 胡貝圖斯·馮·霍恩洛厄在Olympics.com（英语）
- 胡貝圖斯·馮·霍恩洛厄在Olympedia（英语）
- Hubertus Hohenlohe's home page/music site （页面存档备份，存于）

| 奥林匹克运动会           | 奥林匹克运动会                 | 奥林匹克运动会           |
| ------------------------ | ------------------------------ | ------------------------ |
| 前任： 赫苏斯·梅纳       | 墨西哥旗手 · 1994年 利勒哈默尔 | 繼任： 南希·孔特雷拉斯   |
| 前任： 葆拉·埃斯皮诺萨   | 墨西哥旗手 · 2010年 溫哥華     | 繼任： 玛丽亚·埃斯皮诺萨 |
| 前任： 玛丽亚·埃斯皮诺萨 | 墨西哥旗手 · 2014年 索契       | 繼任： 丹妮拉·坎普薩諾   |